# Bucle microbià

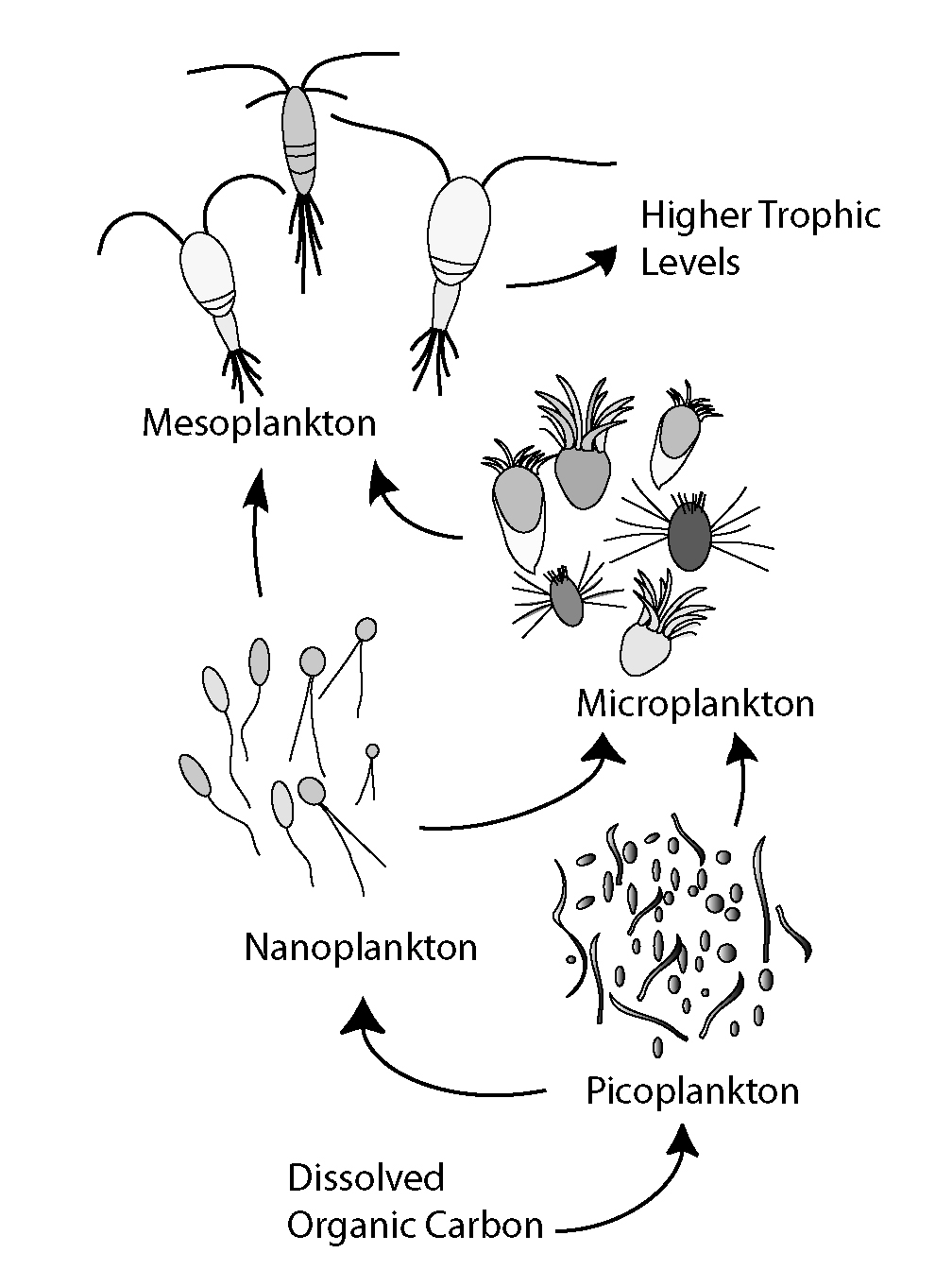
Bucle microbià marí

El bucle microbià, en anglès: microbial loop, descriu una via tròfica a la xarxa alimentària microbiana marina on el carboni orgànic dissolt (DOC) retorna als nivells tròfics més elevats a través de la seva incorporació a la biomassa bacteriana, i després s'uneix a la cadena alimentària clàssica formada per fitoplàncton - zooplàncton - nekton. El terme bucle microbial va ser encunyat per Farooq Azam i Tom Fenchel i altres. per incloure el paper jugat pels bacteris en els cicles de carboni i de nutrients del medi ambient marí.
En general, el carboni orgànic dissolt (DOC) s'introdueix en el medi oceànic a partir de la lisis bacteriana, la fuga o l'exsudació del carboni fix del fitoplàncton (p. Ex., Exopolímers mucilaginosos a partir de diatomees), senescència sobtada de cèl·lules, alimentació descuidada per zooplàncton, l'excreció de residus per animals aquàtics o la dissolució o dissolució de partícules orgàniques procedents de plantes i sòls terrestres (Van den Meersche et al., 2004). Els bacteris en el bucle microbiá descomponen aquest detritus de partícules per utilitzar aquesta matèria rica en energia per al creixement. Atès que més del 95% de la matèria orgànica en ecosistemes marins consisteix en compostos polimèrics i elevats (pes molecular) (HMW) (p. Ex., Proteïnes, polisacàrids, lípids), només una petita porció de la matèria orgànica dissolta (total) DOM) és fàcilment utilitzada per a la majoria d'organismes marins a nivells tròfics superiors. Això significa que el carboni orgànic dissolt no està disponible directament per a la majoria dels organismes marins; Els bacteris marins introdueixen aquest carboni orgànic a la xarxa alimentària, la qual cosa permet obtenir energia addicional per a nivells tròfics superiors. Recentment, el terme "xarxa alimentària microbiana" ha estat substituït pel terme "bucle microbià".